# Isoharju
Isoharju är en kulle i Finland.   Den ligger i den ekonomiska regionen  Kemi-Torneå  och landskapet Lappland, i den centrala delen av landet, 600 km norr om huvudstaden Helsingfors. Toppen på Isoharju är 15 meter över havet.
Terrängen runt Isoharju är mycket platt. Havet är nära Isoharju åt sydväst. Runt Isoharju är det mycket glesbefolkat, med 2 invånare per kvadratkilometer. Närmaste större samhälle är Kemi, 18,7 km nordväst om Isoharju. I omgivningarna runt Isoharju växer i huvudsak blandskog.